# Christoffer
Christoffer ist ein männlicher Vorname und eine Variante von Christopher. Er findet gelegentlich auch als Familienname Verwendung.

## Namensträger

### Männlicher Vorname
- Christoffer Andersson (* 1978), schwedischer Fußballspieler
- Carl Christoffer Georg Andræ (1812–1893), dänischer Politiker und Premierminister
- Christoffer Boe (* 1974), dänischer Filmregisseur
- Johan Christoffer Boklund 1817–1880, schwedischer Maler und Professor an der Königlichen Kunsthochschule in Stockholm
- Christoffer Wessel Debbe (1837–1912), deutscher Pädagoge
- Christoffer Drathmann (1856–1932), deutscher Maler
- Christoffer Wilhelm Eckersberg (1783–1853), dänischer Maler
- Rasmus Christoffer Effersøe (1857–1916), färöischer Nationaldichter
- Christoffer von Gabel (1617–1673), Händler und Statthalter von König Frederik III. von Dänemark
- Carl Christoffer Gjörwell (1766–1837), schwedischer Architekt
- Christoffer Huitfeldt (~1501–1559), Mitglied des dänischen Reichsrats
- Christoffer Källqvist (* 1983), schwedischer Fußballtorhüter
- Christoffer Nyman (* 1992), schwedischer Fußballspieler
- Christoffer Rambo (* 1989), norwegischer Handballspieler
- Christoffer Selbekk (1939–2012), norwegischer Skispringer und Unternehmer
- Christoffer Suhr (1771–1842), deutscher Lithograf, einer der Gebrüder Suhr
- Christoffer Svae (* 1982), norwegischer Curler
- Christoffer Valkendorff (1525–1601), dänischer Statthalter von Norwegen, Island, Gotland und Kopenhagen

### Familienname
- Jörn Christoffer, deutscher American-Football-Spieler